# Globalisierung der Arbeitsmärkte
Als Globalisierung der Arbeitsmärkte bezeichnet man eine Entwicklung hin zu einer verstärkten globalen Arbeitsteilung im Bereich der Erwerbsarbeit. Sie bildet einen Teilbereich der Globalisierung, neben Bereichen wie der zunehmenden Internationalisierung des Waren- und Dienstleistungsverkehrs, der Finanz- und Kapitalmärkte sowie des Transports und Verkehrs. Teils wird auch die Zunahme des internationalen Handels mit Dienstleistungen der Globalisierung der Arbeitsmärkte zugerechnet.

## Bereiche
Die Arbeitsteilung geschieht entweder direkt durch die Wanderung der Arbeitskräfte (internationale Arbeitsmigration, einschließlich der Entsendungen von Expatriates) oder indirekt durch die Wanderung der Arbeitsplätze (Offshoring: die Verlagerung von Produktionsstätten und Dienstleistungsunternehmen in andere Staaten).

### Arbeitsmigration
Vor allem für Arbeitskräfte, die einfache oder standardisierte Tätigkeiten ausführen bzw. nur eine geringe Qualifikation für ihre Tätigkeit benötigen, stehen global zahlreiche Arbeitskräfte zu relativ geringen Kosten zur Verfügung. Durch die gesunkenen Kosten des internationalen Reiseverkehrs lohnt es sich für Unternehmen, Arbeitnehmer auch über große Distanzen zu rekrutieren oder zu entsenden. Durch die Fortschritte im IT-Bereich lassen sich selbst höherqualifizierte Tätigkeiten zunehmend über größere Distanzen ausführen, so dass Arbeitsleistungen nicht mehr eng an einen Arbeitsort gebunden sind, sondern vielmehr dezentral bzw. standortverteilt ausgeführt werden können. Zu nennen sind hier Bereiche wie Online-Bildungsangebote bis hin zur Telemedizin. Zudem wird von einer „Trennung der globalisierten Arbeitsmärkte in solche für Hochqualifizierte und solche für Niedrigqualifizierte“ gesprochen.

### Offshoring
Durch Kostensenkungen im Transportsektor wird der Export von Produktionsstätten fern vom Verbraucher, aber auch der Transport von Rohstoffen und die Teil-Auslagerung einzelner Produktionsschritte oder ganzer Produktions- oder Dienstleistungsbereiche, finanziell attraktiv. Oft geht es um Verlagerungen in Niedriglohnländer, wobei aber zugleich ein weites Spektrum an harter und weicher Standortfaktoren zum Tragen kommt.

## Entwicklungen und politische Positionen

### Regierungen und übernationale Akteure
Die Migrationspolitik unterliegt weitgehend der nationalen Souveränität. Die Migration wird in einzelnen Ländern je nach momentaner Wirtschaftslage, Arbeitsmarktlage und politischem Klima offener oder restriktiver gehandhabt. Mit Bezug auf die Migration gerät die „bedarfsgerechte Zuwanderung“ stärker in den Blick. Staaten regeln die Zuwanderung nach eigenen Kriterien, beispielsweise durch die Einführung eines Punktesystems für die Einwanderung, durch den Abschluss von Anwerbeabkommen mit anderen Staaten oder durch eine Rückkehrförderung.
Zugleich besteht im Bereich der zwischenstaatlichen Zusammenarbeit, insbesondere auch innerhalb der Europäischen Union, das Erfordernis einer transnationalen Abstimmung der Politik. Dies berührt die Arbeitsmarkt- und Wirtschaftspolitik ebenso wie die Politik zur legalen Migration, die Flüchtlings- und Asylpolitik und den Umgang mit illegaler Einwanderung.
In einzelnen Ländern, etwa China, Indien, Kuba, den Philippinen und Rumänien, unterstützen die Regierungen aktiv die Entsendung von Arbeitskräften ins Ausland und bilden Menschen teils auch gezielt hierfür aus.

### Arbeitgeberverbände
Arbeitgebervertreter verweisen auf das Erfordernis, einem Fachkräftemangel in bestimmten Branchen, Berufen und Regionen entgegenzuwirken. Migration hat einen Einfluss auf Arbeitskräfteangebot und Wirtschaftswachstum.

### Gewerkschaften
Gewerkschaften fordern eine strikte Ausrichtung nach dem Arbeitsortprinzip – dem Prinzip, dass Arbeitsrecht und Sozialstandards des Ortes zu gelten haben, an dem die Arbeit ausgeführt wird – um eine Segmentierung der Beschäftigten innerhalb der jeweiligen nationalen Arbeitsmarktes zu verhindern. Sie sehen angesichts der Globalisierung der Arbeitsmärkte einen Bedarf für die Bildung übernationaler Gewerkschaften. Rein national arbeitende Gewerkschaften würden nicht mehr ausreichen. So initiierte die IG BAU im September 2004 die Gründung des Europäischen Verbandes der Wanderarbeiter (EVW bzw. EMWU).

### Organisierte Kriminalität
Im Bereich der Entsende- und Agenturarbeit wird auch von einem großen Einfluss organisierter Kriminalität in einigen Herkunftsländern ausgegangen. Ebenso betrifft dies den Bereich der illegalen Migration (insbesondere Menschenhandel, Schlepperei) und die Zwangsarbeit bis hin zu modernen Formen der Sklaverei.